# Пучков, Николай Георгиевич
Никола́й Гео́ргиевич Пучко́в (30 января 1930, Москва — 8 августа 2005, Санкт-Петербург) — советский хоккеист, Олимпийский чемпион (1956), тренер. Игровое амплуа — вратарь. Полковник. Заслуженный мастер спорта СССР (1954). Заслуженный тренер РСФСР (1967). Заслуженный тренер СССР (1971).

## Биография
Выступал за ВВС (1950—1953), за ЦСК МО (1953—1962), СКА (Ленинград) (1962—1963). Первый вратарь сборной команды СССР (1953—1963).
Также играл за ФК ВВС (1949—1952) — 21 игра.
Член КПСС с 1954 года.
В 1958 году окончил школу тренеров при ГЦОЛИФК.
Главный тренер СКА (Ленинград) — 1963—1973, 1974—1977, 1978, 2002. При нём команда стала третьим призёром чемпионата СССР 1971, финалистом розыгрыша Кубка СССР 1968, 1971, дважды завоёвывала Кубок Шпенглера (1970, 1971). С 1969 по 1971 старший тренер второй сборной СССР. В 1972 году вместе со Всеволодом Бобровым возглавлял сборную СССР на чемпионате мира в Праге.
На базе хоккейной секции, при участии Николая Пучкова, в 1980 году в Колпино был создан хоккейный клуб «Ижорец». С 1983 года «Ижорец» стал участником чемпионата СССР в первой лиге. С 1985 по 1989 годы Николай Георгиевич был старшим тренером клуба.
В 1990—2002 работал тренером в Швеции и Финляндии.
Последние три года жизни работал старшим тренером детской спортивной школы питерского СКА, преподавал в Санкт-Петербургской Академии физической культуры и спорта им. П. Ф. Лесгафта. В Санкт-Петербурге функционирует школа вратарей его имени. Подготовил 12 чемпионов мира среди молодёжи, 4 чемпиона и 8 призёров юниорского чемпионата Европы.
Похоронен на Северном кладбище Санкт-Петербурга. На памятнике высечены слова: «Хоккей — любовь и вся моя жизнь».

## Достижения

### Командные
- Олимпийский чемпион: 1956[5]
- Бронзовый призёр Олимпийских игр: 1960[5]
- Чемпион мира (2): 1954, 1956[5]
- Серебряный призёр ЧМ (4): 1955, 1957—1959[5]
- Бронзовый призёр ЧМ: 1960[5]
- Чемпион Европы (6): 1954—1956, 1958—1960[5]
- Серебряный призёр ЧЕ: 1957[5]
- Чемпион СССР (9): 1951—1953, 1955, 1956, 1958—1961[5]
- Серебряный призёр чемпионатов СССР (2): 1954, 1957[5]
- Бронзовый призёр чемпионата СССР: 1962[5]
- Обладатель Кубка СССР (5): 1952, 1954, 1955, 1956, 1961[5]
- Финалист Кубка СССР: 1951[5]
- Обладатель Кубка Ахерна[англ.] (Швеция): 1956[7]
- Победитель международного турнира в честь 25-летия финского хоккейного союза: 1954[8]
- Обладатель Кубка шёлка и бархата (ФРГ): 1954[9]
- Чемпион Всемирных зимних студенческих игр (Австрия): 1953[5]
- Победитель I Зимней Спартакиады дружественных армий (Польша): 1961[10]
- Победитель турнира на приз газеты «Советский спорт» (3): 1957, 1958, 1961[11]
- Победитель турнира на приз «Сокольников»: 1956[12]

### Личные
- Заслуженный мастер спорта СССР (1954)[5]
- Лучший вратарь Чемпионата мира: 1959[5]
- Включен в список 6-ти лучших хоккеистов Советского Союза (3): 1958, 1959, 1962[5]
- Включен в список 33-ти лучших хоккеистов Советского Союза (4): 1959—1962[5]
- Кавалер ордена Знак Почета (1957)[5]
- Избран в Зал Славы отечественного хоккея (2004)

### Командные
- Серебряный призёр чемпионата мира (ЧССР): 1972
- Серебряный призёр чемпионата Европы (ЧССР): 1972
- Бронзовый призёр чемпионата СССР: 1971
- Финалист розыгрыша Кубка СССР (2): 1968, 1971
- Победитель неофициального чемпионата Европы среди юниоров: 1967
- Серебряный призёр чемпионата Европы среди юниоров (Финляндия): 1968[13]
- Обладатель Кубка Шпенглера (Швейцария) (2): 1970, 1971[14].
- Победитель Спартакиады Дружественных армий (Ленинград) (сборная Вооруженных сил СССР): 1975[15]
- Победитель международного турнира «Sir William Cup» (Финляндия) (2-я сборная СССР): 1971[16]
- Победитель первенств Вооруженных сил СССР (5) — 1967, 1969, 1971, 1975, 1976[17]
- Серебряный призёр первенств Вооруженных сил СССР (4): 1970, 1972, 1973, 1978[17]
- Обладатель Кубка Вооруженных сил СССР: 1978[17]
- Серебряный призёр Спартакиады народов РСФСР (Новосибирск) (сборная Ленинграда): 1970[18]
- Победитель международного турнира «Кубок Бухареста» (Румыния): 1968[19]
- Финалист международного турнира на призы газеты «Советский спорт»: 1971[20]
- Победитель международного осеннего турнира: 1978[21]
- Победитель Международного турнира на призы газеты «Советский спорт» (зональный турнир) (Ленинград) — 1974[22]
- Победитель турнира «Каменный цветок» (Свердловск): 1974[23]
- Победитель турнира команд Вооруженных сил СССР (Москва): 1976[24]
- Победитель Мемориала летчика-космонавта Павла Беляева (Череповец) (3): 1985-87[25]

### Личные
- Заслуженный тренер СССР (1971)
- Заслуженный тренер РСФСР (1967)[26]

## Награды
- Орден «Знак Почёта» (27.04.1957) — "за успехи, достигнутые в деле развития массового физкультурного движения в стране, повышения мастерства советских спортсменов, и успешное выступление на международных соревнованиях
- Орден Трудового Красного Знамени (1971)

## Память
6 апреля 2004 года Николай Георгиевич Пучков введен в Зал славы отечественного хоккея.
20 сентября 2003 года Николай Пучков был введён в Галерею славы хоккейного клуба СКА. Штандарт с его портретом и номером «1», под которым он играл, поднят под своды Ледового дворца в Санкт-Петербурге.
4 августа 2006 года в фойе спортивного комплекса «Юбилейный» в Санкт-Петербурге в память Н. Г. Пучкова открыта мемориальная доска.
В Санкт-Петербурге ежегодно проводятся хоккейные турниры: памяти Н. Г. Пучкова среди юношеских команд и межсезонный турнир КХЛ имени Н. Г. Пучкова.
14 января 2007 года в Санкт-Петербурге президент ФХР Владислав Третьяк и президент IIHF Рене Фазель торжественно открыли первую в России школу хоккейных вратарей, названную в честь Н. Г. Пучкова.
В 2005 году под своды ЛДС ЦСКА был поднят именной стяг Николая Пучкова под № 1.